# Mary Alden
Mary Maguire Alden (18 de junio de 1883-2 de julio de 1946) fue una actriz teatral y cinematográfica estadounidense, una de las primeras actrices en trabajar en Hollywood procedentes del circuito de Broadway.

## Biografía
Nacida en la ciudad de Nueva York, Alden empezó su carrera como actriz teatral en el circuito de Broadway. En ese ámbito actuó a lo largo de cinco años y, tras su traslado a Hollywood, trabajó para Biograph Company y Pathé Exchange en un primer período de su carrera cinematográfica. Su papel más popular en el cine llegó en 1915 de la mano de D.W. Griffith con la película dirigida por él El nacimiento de una nación. Alden interpretaba a una mulata enamorada de un político nordista. Al año siguiente actuó en otro film de Griffith, Intolerancia, con Mae Marsh, Miriam Cooper, y Vera Lewis. Tras rodar Less Than The Dust, con Mary Pickford en 1917, ella se tomó un descanso temporal como actriz cinematográfica, dedicándose al teatro. La crítica alabó su papel de Mrs. Anthon en The Old Nest (1921) y su personaje de una vieja dama en The Man With Two Mothers (1922). Esta última obra fue producida por Sam Goldwyn.
Alden volvió a trabajar intensamente en el cine en la década de 1920 y en los primeros años de la de 1930. Como muestra de ello fueron sus papeles en The Plastic Age (1925), The Joy Girl (1927), Ladies of the Mob (1928), y Port of Dreams (1929). Entre las últimas cintas en las que actuó figuran Hell's House, Rasputín y la zarina, y Strange Interlude, todas de 1932.
Mary Alden falleció en 1946 en el Motion Picture Country Home de Woodland Hills (Los Ángeles), California, que había sido su residencia en los últimos cuatro años de su vida. Tenía 63 años de edad. Fue enterrada en el Cementerio Pierce Brothers Valhalla Memorial Park de North Hollywood, Los Ángeles.

## Selección de su filmografía

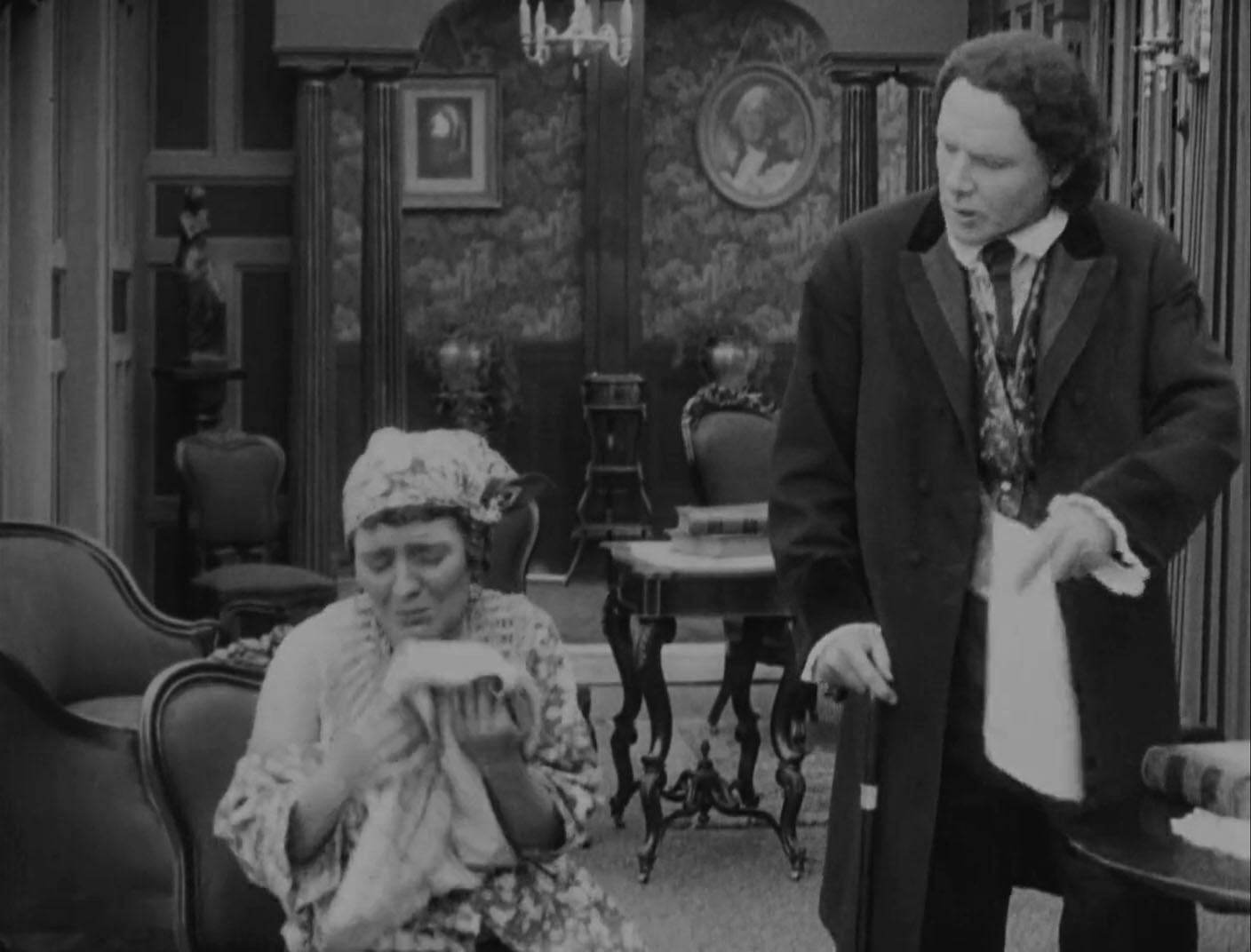
Fotograma de la película de 1915 El nacimiento de una nación: Mary Alden y Ralph Lewis.

- El nacimiento de una nación (1915)

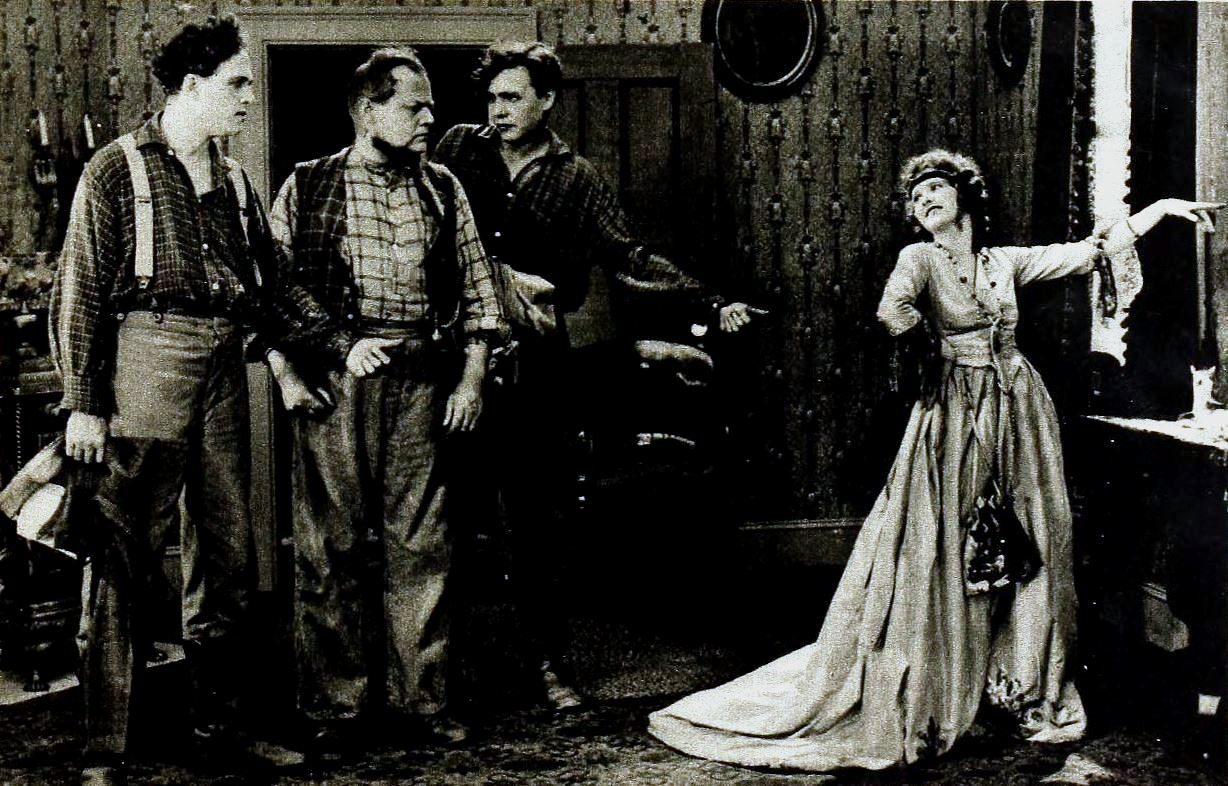
Fotograma de Erstwhile Susan (1919): Anders Randolf (1870 – 1930), Bradley Barker (1883 – 1951), Georges Renavent (1894 – 1969) y Mary Alden.

- The Lily and the Rose (1915)

- Intolerancia (1916)
- Acquitted (1916)
- Erstwhile Susan (1919)
- The Unpardonable Sin (1919)
- The Plastic Age (1925)
- Brown of Harvard (1926)
- Lovey Mary (1926)
- The Joy Girl (1927)
- Ladies of the Mob (1928)